# فلفل الماء
فُلْفُل المَاءِ   أو أرسمأرت أو عصا الراعي أو زنجبيل الكلاب  هو نوع نباتات عشبية مائية من الفصيلة البطباطية.
هي عشبة زاحفة شائعة، والنوع الخفيف منها له أوراق عريضة عند مفاصل السيقان الحمراء الضخمة وتتميز ببقع سوداء نصف دائرية، ولها جذر طويل متفرع. طعمها مر قليلًا كطعم نبتة الحماض.

## الانتشار
ينمو هذا النوع من النباتات في الاماكن المائية مثل الحفر، الانهار، المستنقعات وغيرها خلال فترة فصل الصيف.

## وقت التزهير
تنمو هذه النبات وتطلق في أول فصل الصيف وتنضج البذور عند انتهائه.

## الفوائد الطبية
- النوع الخفيف فعال للقروح الفاسدة، ويقتل الدود ويطهر المواضع الفاسدة.
- أما العصير المقطر أو الموضوع على الأورام الباردة فانه يبرؤها، كما أنه ينفع الدم المتجمد من الرضات والضربات والوقوع ونحو ذلك.
- وتساعد قطع من جذور هذه النبتة وبعض من بذورها المدقوقة في تقليل وتخفيف الام السن والضرس.
- أوراقها المدقوقة تساهم في تخفيف آلام وأوجاع المفاصل.
- يقضي العصير منه على الدود في الاذان تقطيرا.
- النوع الخفيف ينفع ضد كل الالتهابات عند بدايتها ويشفي كل الجروح ويحافظ عليها من الالتهاب.
- لا ينمو النوع الحاد من العشبة أطول من النوع الاخف ولكن له عدة اوراق بلون اوراق شجر الدراق من البقع.
- إذا رغبت بتمزيق ورقة من اوراق تلك النبتة وحاولت تمريرها عللى لسانك فانك ستشعر بالم حاد.
- إذا نثرت قليلا من بذور أو اوراق أو قطع هذه النبتة غي غرفة معينة فان البراغيث ستموت ولو حاولت وضع حفنة منه تحت صهوة الفرس فسوف تلاحظ تنشطها بالرغم من انها كانت قبل ذلك متعبة.[6]

## الاستعمال الحديث
يصنع نوع من الصباغ من العشبة الحادة ويستعمل للإسهال وللديزنتاريا. أما النوع الخفيف منها فليس شائع الاستعمال أي لا تستخدم بكثرة في الحياة والمجالات اليومية، إلا أن نقوعًا من النبتة توصف لاضطرابات وأمراض الرئتين، للروماتزم، الاكزيما، وأمراض الكبد وغيرها.
حيث أن هذه النبتة تحتوي على زيت لاذع.

## التركيب الكيميائي
يعد مركب بوليغوديال أحد المركبات الفعالة في نبات فلفل الماء.